# Antonella Terranella
Antonella Terranella (Siracusa, 28 novembre 1994) è un'ex cestista italiana.
Guardia tiratrice di 175 cm, ha giocato in Serie A1 con Priolo Gargallo.

## Carriera
Nel 2008-2009 era tra gli elementi più importanti dell'Under-15 della Trogylos.
Nel 2021-2022 vince la Serie B con la Rainbow Viagrande.

## Statistiche

### Presenze e punti nei club
Dati aggiornati al 30 giugno 2014
| Stagione        | Squadra            | Competizione | Partite | Partite | Partite | Statistiche tiro | Statistiche tiro | Statistiche tiro | Altre statistiche | Altre statistiche | Altre statistiche | Altre statistiche | Altre statistiche |
| Stagione        | Squadra            | Competizione | Pres.   | Titol.  | Minuti  | Tiri da 2        | Tiri da 3        | Liberi           | Rimb.             | Assist            | Rubate            | Stopp.            | Punti             |
| --------------- | ------------------ | ------------ | ------- | ------- | ------- | ---------------- | ---------------- | ---------------- | ----------------- | ----------------- | ----------------- | ----------------- | ----------------- |
| 2011-2012       | Rainbow Catania    | Serie B      | 23      |         |         |                  |                  |                  |                   |                   |                   |                   | 112               |
| 2012-2013       | Rainbow Catania    | Serie B      | 22      |         |         |                  |                  |                  |                   |                   |                   |                   | 32                |
| 2013-2014       | Bricocenter Priolo | Serie A1     | 16      | 4       | 264     | 10/34            | 0/13             | 0/0              | 6                 | 3                 | 4                 | 0                 | 20                |
| Totale carriera |                    |              |         |         |         |                  |                  |                  |                   |                   |                   |                   |                   |